# Paradise City
Paradise City è un singolo del gruppo musicale statunitense Guns N' Roses, pubblicato il 30 novembre 1988 come quarto estratto dal primo album in studio Appetite for Destruction.
La canzone è stata inserita alla 459ª posizione nella lista dei 500 migliori brani musicali secondo Rolling Stone.

## Descrizione
Come Slash stesso racconta nella sua biografia, il pezzo fu scritto sul pulmino di ritorno dallo "Stone", un locale di San Francisco in cui avevano fatto da spalla ai Jetboy, gruppo glam metal emergente del posto. Bevendo e suonando, Slash improvvisò l'intro del pezzo, seguito subito da Duff McKagan (bassista) e Izzy Stradlin (chitarrista). Axl iniziò a cantare "Take me down to the paradise city" e Slash concluse con "Where the girls are fat and they've got big titties", poi come variante "Where the grass is green and the girls are pretty" ed Axl concluse con "Take me home"; Alla fine fu preferita "Where the grass is green and the girls are pretty" anche se Slash crede che la sua versione precedente fosse più bella. Fu così che sul pulmino la parte strumentale fu composta e gran parte del testo fu abbozzata. Secondo quanto dichiarato da Tracii Guns, ex chitarrista del gruppo e leader degli L.A. Guns, il riff principale è stato influenzato dal brano "Zero the Hero" dei Black Sabbath, tratto dal disco Born Again (1983).
"Paradise City" è anche stata riferita a Los Angeles e alla sua politica corrotta, al tempo in cui la traccia fu composta.

## Video musicale
Il videoclip fu per metà filmato al Giants Stadium di New Jersey mentre i Guns N' Roses erano in tour con gli Aerosmith e per la restante parte al Monsters of Rock di Donington Park.

## Formazione
- W. Axl Rose – voce, sintetizzatore
- Slash – chitarra solista
- Izzy Stradlin – chitarra ritmica, cori
- Duff "Rose" McKagan – basso, cori
- Steven Adler – batteria

## Classifiche

### Classifiche settimanali
| Classifica (1989)             | Posizione massima |
| ----------------------------- | ----------------- |
| Australia                     | 48                |
| Belgio (Fiandre)              | 10                |
| Finlandia                     | 6                 |
| Irlanda                       | 1                 |
| Norvegia                      | 4                 |
| Nuova Zelanda                 | 2                 |
| Paesi Bassi                   | 2                 |
| Regno Unito                   | 6                 |
| Stati Uniti                   | 5                 |
| Stati Uniti (mainstream rock) | 14                |
| Svezia                        | 3                 |
| Svizzera                      | 7                 |

### Classifiche di fine anno
| Classifica (1989) | Posizione |
| ----------------- | --------- |
| Belgio (Fiandre)  | 47        |
| Nuova Zelanda     | 25        |
| Paesi Bassi       | 21        |
| Stati Uniti       | 86        |

## Nella cultura di massa
- La canzone è la sigla del videogioco automobilistico Burnout Paradise, pubblicato nel 2008 ed ambientato in una città di fantasia chiamata appunto Paradise City.
- Fino al 2002 è stata usata come sigla di apertura e chiusura degli anticipi e dei posticipi del campionato di Serie A trasmessi dalla pay-tv Tele+.
- È stata usata come intro della presentazione dei calendari di serie A e serie B 2009/2010 da Rai Sport.
- Nel 2010 la canzone è stata rivisitata in chiave rap metal dallo stesso chitarrista Slash, con la collaborazione della cantante Fergie e dello storico gruppo hip hop Cypress Hill.
- Nei titoli di testa del film musicale Rock of Ages (2012) è presente una cover cantata da Tom Cruise.
- I primi 20 secondi sono stati usati nell'episodio "L'eclissi" delle serie televisiva tedesca Squadra Speciale Cobra 11. (minuto 34.15 ca.)